# 普萊諾 (密蘇里州)
普萊諾（英語：Plano）是位於美國密蘇里州格林縣的非建制地區。

## 歷史
普萊諾的郵局於1895年設立，其後於1903年停運。

## 地理
普萊諾所處的海拔為高於海平面373米（即1224英呎），而該地所採用的時區為UTC-6，即北美中部時區（CST）。同時該地設有夏令時間，為UTC-6調快一小時，即UTC-5（CDT）。